# Mala Diwyzja
Mala Diwyzja (ukrainisch Мала Дівиця; russisch Малая Девица Malaja Dewiza) ist eine Siedlung städtischen Typs im Süden der ukrainischen Oblast Tschernihiw mit etwa 1740 Einwohnern (2024).

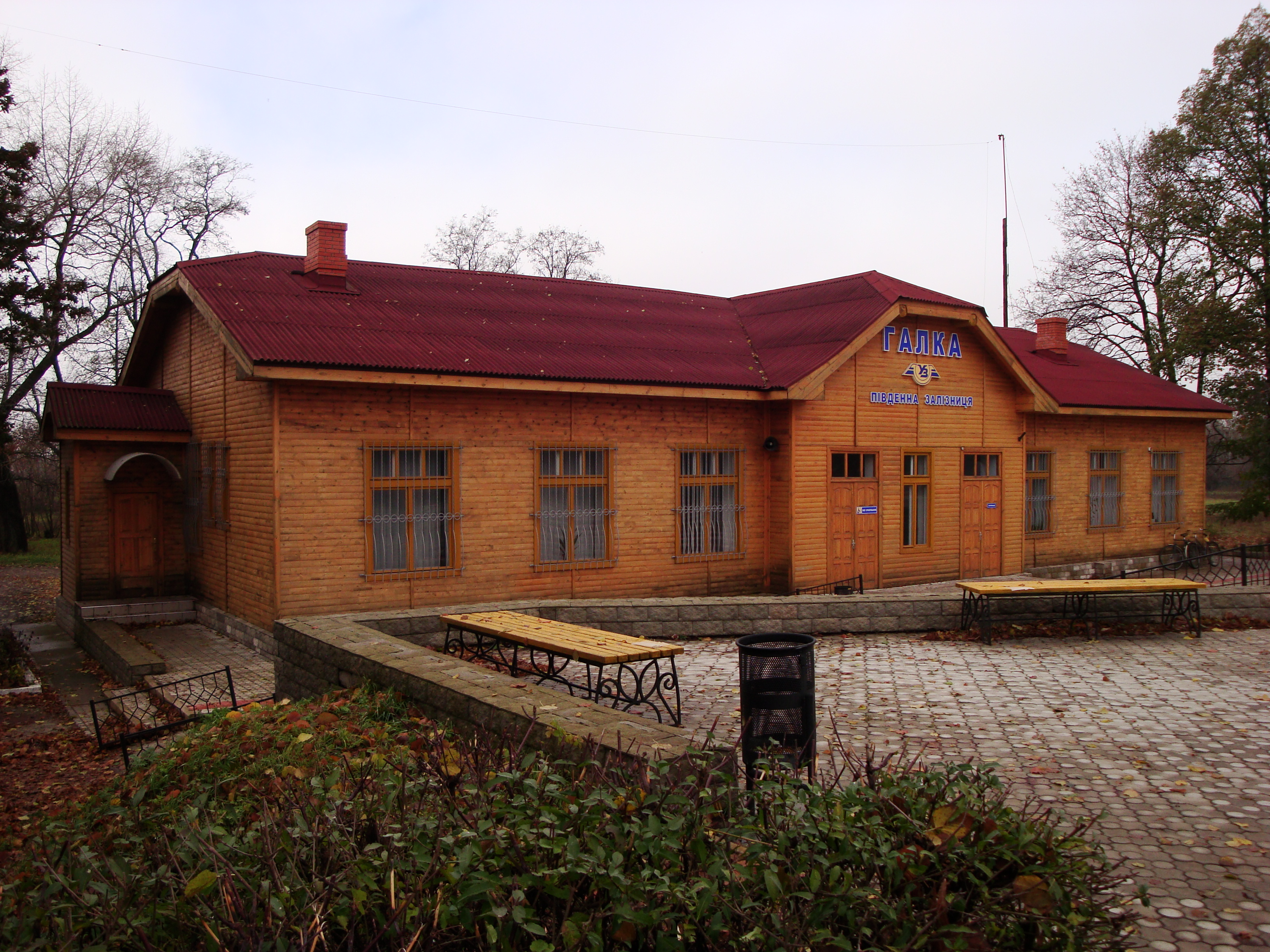
Bahnhof der Ortschaft

Die 1628 gegründete Siedlung besitzt seit 1960 den Status einer Siedlung städtischen Typs liegt an der Regionalstraße P–67 22 km nordwestlich vom Rajonzentrum Pryluky und 140 km südöstlich vom Oblastzentrum Tschernihiw.

## Verwaltungsgliederung
Am 9. Juni 2017 wurde die Siedlung zum Zentrum der neugegründeten Siedlungsgemeinde Mala Diwyzja (Малодівицька селищна громада/Malodiwyzka selyschtschna hromada). Zu dieser zählen auch die 11 in der untenstehenden Tabelle aufgelisteten Dörfer sowie das 2020 aufgelöste Dorf Klezi (Клеці),, bis dahin bildete sie zusammen mit den Dörfern Klezi, Nowyj Lad, Persche Trawnja und Schewtschenka die gleichnamige Siedlungsratsgemeinde Mala Diwyzja (Малодівицька селищна рада/Malodiwyzka selyschtschna rada) im Nordwesten des Rajons Pryluky.
Folgende Orte sind neben dem Hauptort Mala Diwyzja Teil der Gemeinde:
| Name                             | Name                     | Name                                            |
| ukrainisch transkribiert         | ukrainisch               | russisch                                        |
| -------------------------------- | ------------------------ | ----------------------------------------------- |
| Dmytriwka (bis 2016 Schowtnewe)  | Дмитрівка (Жовтневе)     | Дмитровка (Dmitrowka)/Жовтневое (Schowtnewoje)  |
| Nowyj Lad                        | Новий Лад                | Новый Лад (Nowy Lad)                            |
| Obytschiw                        | Обичів                   | Обычев (Obytschew)                              |
| Persche Trawnja                  | Перше Травня             | Перше Травня                                    |
| Petriwka                         | Петрівка                 | Петровка (Petrowka)                             |
| Radkiwka                         | Радьківка                | Радьковка (Radkowka)                            |
| Saudajka                         | Заудайка                 | Заудайка (Saudaika)                             |
| Schewtschenka                    | Шевченка                 | Шевченко (Schewtschenko)                        |
| Switankowe (bis 2016 Worowskoho) | Світанкове (Воровського) | Свитанково (Switankowo)/Воровского (Worowskogo) |
| Towkatschiwka                    | Товкачівка               | Толкачовка (Tolkatschowka)                      |
| Welyka Diwyzja                   | Велика Дівиця            | Великая Девица (Welikaja Dewiza)                |